# Kalanchoe glaucescens
Kalanchoe glaucescens ist eine Pflanzenart aus der Gattung Kalanchoe in der Familie der Dickblattgewächse (Crassulaceae).

## Beschreibung

### Vegetative Merkmale
Kalanchoe glaucescens ist eine ausdauernde, kahle, bereifte Pflanze, die Wuchshöhen von 30 bis 120 Zentimetern erreicht. Ihre Sprossachsen sind aufrecht oder an der Basis niederliegend-aufrecht.
Die gegenständig angeordneten Laubblätter sind in Blattstiel und -spreite gegliedert. Der leicht abgeflachte Blattstiel ist auf der Oberseite gefurcht und 0,5 bis 2,5 Zentimeter lang und löst sich leicht von der Sprossachse. Die glauke oder glauk werdende Blattspreite ist bei einer Länge von bis zu 10 Zentimetern sowie einer Breite von 7 Zentimetern schmal bis breit eiförmig oder verkehrt-eiförmig mit keilförmiger Basis und zugespitztem bis stumpfem oberen Ende. Der Blattrand ist stumpf gesägt bis gekerbt und nur selten fast ganzrandig.

### Generative Merkmale
Der Blütenstand ist eine rispige Zyme und erreicht eine Länge von etwa 25 Zentimeter. Die aufrechten Blüten stehen an 2 bis 8 Millimeter langen Blütenstielen.
Die zwittrige Blüte ist radiärsymmetrisch mit doppelter Blütenhülle. Ihre Kelchröhre ist 0,2 bis 1 Millimeter lang. Die Kelchzipfel sind bei einer Länge von 2 bis 6 Millimetern und einer Breite von 1 bis 2 Millimetern linealisch-lanzettlich bis linealisch-pfriemlich. Die orangegelben bis rosafarbenen, zinnoberroten, blutroten oder scharlachroten Kronblätter sind im unteren Teil grünlich. Die Kronröhre ist 5 bis 14 Millimeter lang. Ihre lanzettlich-eiförmigen, zugespitzten Kronzipfel tragen ein aufgesetztes Spitzchen und weisen eine Länge von 3 bis 6,5 Millimeter auf und sind 1 bis 2,5 Millimeter breit. Die Staubblätter ragen nicht aus der Blütenkrone heraus. Die länglichen Staubbeutel sind 0,6 bis 0,9 Millimeter lang. Die Nektarschüppchen sind bei einer Länge von 2 bis 3,5 Millimetern und einer Breite von etwa 2 Millimetern linealisch. Das linealisch-lanzettliche Fruchtblatt weist eine Länge von 4,5 bis 10 Millimeter auf. Der Griffel ist 1 bis 2 Millimeter lang.
Die Chromosomenzahl beträgt 2n = ca. 102.

## Vorkommen
Kalanchoe glaucescens ist in Zentral- und Ostafrika, in Sudan, Äthiopien, Somalia und Arabien verbreitet. Kalanchoe glaucescens gedeiht in trockenen, offenen Buschland, Dickichten, steinigen Hügelseiten und im Buschland entlang von Flüssen in Höhen von 550 bis 2100 Metern.

## Taxonomie
Die Erstbeschreibung von Kalanchoe glaucescens erfolgte 1871 durch James Britten in Daniel Oliver: Flora of Tropical Africa. Band 2, 1871, S. 393–394.

## Nachweise